# Ricardo Bianchi
Ricardo Roberto Bianchi Alicino, más conocido como Ricardo Bianchi, nació el 8 de febrero de 1965 en Caracas y es un actor de televisión y modelo venezolano.
Sus padres son inmigrantes italianos que se conocieron luego de echar raíces en Venezuela. Su madre se llama: Anna Alicino y su padre: Gian Carlo Bianchi. Es el mayor de tres hermanos. También tiene 2 hermanas por parte de padre: Vanesa y Débora.
En 1988, Margot y Magui Trujillo le propusieron realizar un casting para una cuña. De allí empezó su carrera como modelo, actividad a la que me dedicó exclusivamente por 6 años. En 1993, RCTV lo buscan y le hicieron una prueba donde quedó becado para estudiar en la Academia del canal. Recibió clases de Amalia Pérez Díaz. Desde esa época, es actor y ha estado en telenovelas y unitarios, e incluso ha tenido participaciones en cine y teatro.
Ha realizado alrededor de 60 comerciales para Venezuela y el exterior. Entre las marcas más destacadas, se encuentran: "Levi's", "Head", "Tarjeta Visa", "Banco Unión", "Banco Caracas", "Galletas Nabisco", "Tiendas Graffiti" y salsa "Heinz", entre otros. También ha sido imagen de la campaña institucional de "Alianza para una Venezuela sin drogas".

## Telenovelas
- Por estas calles (RCTV) (1992) - Max Preti
- Dulce ilusión (RCTV) (1993) - Gustavo Ríos Ibáñez
- Ilusiones (RCTV) (1995) - Giácomo
- Volver a vivir (RCTV) (1996) - Marcelo
- María de los Ángeles (RCTV) (1997) - Félix Robolledo
- Cambio de piel (RCTV) (1997-1998) - Luis Enrique Arismendi
- Aunque me cueste la vida (RCTV) (1998-1999) - Edmundo Berrisveitia
- Carita pintada (RCTV) (1999) - Alberto Sandoval
- Mis 3 hermanas (RCTV) (2000) - Carlos Salas
- Felina (Venevisión) (2001) - Sultán
- Lejana como el viento (Venevisión) (2002) -  Fernando Bustamante
- Cosita rica (Venevisión) (2003-2004) - Rodolfo Lima
- Amor del bueno (Venevisión) (2004) - Eleazar Romero
- Ser bonita no basta (RCTV) (2005) - Julián Mendoza "El Duque"
- Por todo lo alto (RCTV) (2006) - Tomás Torres "Totó"
- La Trepadora (RCTV) (2008) - Carlos Hansen
- Que el cielo me explique (Televen) (2011) - Tomás Sanabria "Tomy"
- Guerreras y Centauros (Televisora Venezolana Social) (2015) - Drago de la Peña

## Cine
- A dos mundos de distancia
- Entre frutas y verduras
- La mágica aventura de Oscar
- Ayer empieza mañana
- La pluma del arcángel

## Teatro
- El enganche
- One Chespier One